# Canyon Creek
Canyon Creek – jednostka osadnicza w Stanach Zjednoczonych, w stanie Teksas, w hrabstwie Hood.